# Camptoptera franciscae
Camptoptera franciscae är en stekelart som först beskrevs av Debauche 1948.  Camptoptera franciscae ingår i släktet Camptoptera och familjen dvärgsteklar. Inga underarter finns listade.